# Neliopisthus yui
Neliopisthus yui là một loài tò vò trong họ Ichneumonidae.